# Teoria dos grupos

O popular quebra-cabeça do cubo de Rubik inventado em 1974 por Ernő Rubik tem sido usado como uma ilustração de grupos de permutação. Ver o grupo do cubo de Rubik

Na álgebra abstrata, a teoria dos grupos estuda as estruturas algébricas conhecidas como grupos. O conceito de grupo é central para a álgebra abstrata: outras estruturas algébricas bem conhecidas, como anéis, campos e espaços vetoriais, podem ser vistas como grupos dotados de operações e axiomas adicionais. Os grupos são recorrentes em toda a matemática, e os métodos da teoria dos grupos influenciaram muitas partes da álgebra. Grupos algébricos lineares e grupos de Lie são dois ramos da teoria de grupos que experimentaram avanços e se tornaram áreas temáticas por direito próprio.
Vários sistemas físicos, como cristais e o átomo de hidrogênio, e três das quatro forças fundamentais conhecidas no universo, podem ser modelados por grupos de simetria. Assim, a teoria dos grupos e a teoria de representação estreitamente relacionada têm muitas aplicações importantes na física, química e ciência dos materiais. A teoria de grupo também é central para a criptografia de chave pública.
O início da história da teoria dos grupos data do século XIX. Uma das conquistas matemáticas mais importantes do século XX foi o esforço colaborativo, ocupando mais de dez mil páginas de periódicos e publicados principalmente entre 1960 e 2004, que culminou em uma completa classificação dos grupos simples finitos.